# Álvaro Morais Filho
Álvaro Magliano de Morais Filho (ur. 27 listopada 1990 w João Pessoa) – brazylijski siatkarz plażowy, wicemistrz Świata z 2013, a także uczestnik Igrzysk Olimpijskich 2020, w których odpadł w ćwierćfinale.
W młodości lubił grać w piłkę nożną, jednak pod wpływem swojego ojca, który grał w siatkówkę plażową, zaczął chodzić na plażę i zakochał się w tej dyscyplinie. Od 2007 do 2011 roku grał w parze z Vitorem Felipe. W 2013 grał z Ricardo Santosem, światowej klasy złotym medalistą Igrzysk Olimpijskich. Razem zdobyli w 2013 roku srebrny medal Mistrzostw Świata, a Álvaro zdobył tytuł MVP. W 2019 Álvaro nawiązał współpracę z innym mistrzem olimpijskim Alisonem Ceruttim.